# Mount Gilead (Ohio)
Mount Gilead település az Amerikai Egyesült Államok Ohio államában, Morrow megyében, melynek megyeszékhelye is. Lakosainak száma 3503 fő (2020. április 1.).

## Népesség
A település népességének változása:

| 2010 | 3 660 |
| 2020 | 3 503 |